# Placa blava

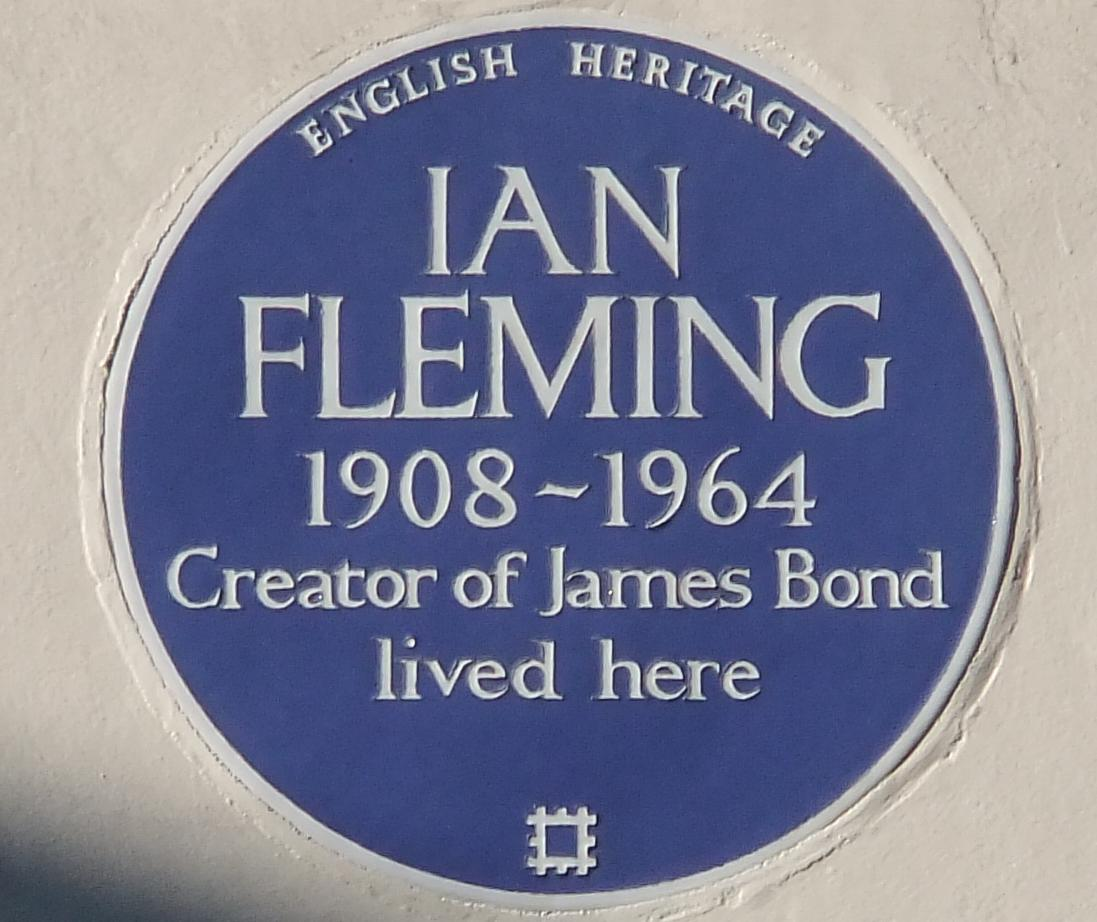
Placa blava disposada per English Heritage commemorant l'escriptor Ian Fleming al 22b d'Ebury Street, Belgravia, Londres (erigida el 1996)

Una placa blava (en anglès blue plaque) és un senyal permanent situat en un indret públic al Regne Unit i en altres llocs per commemorar el contacte entre un emplaçament i una persona famosa o un esdeveniment, amb la funció de ser una indicació històrica. El concepte es fa servir al Regne Unit en dos sentits diferents. Es pot utilitzar per referir-se específicament i de manera restringida al programa "oficial" administrat per l'organització English Heritage, i actualment restringit a emplaçaments situats a la zona del Gran Londres; o es pot utilitzar, informalment, per descriure programes d'altres indrets.
El programa "oficial" es remunta al que es va iniciar el 1866 a Londres, a iniciativa del polític William Ewart, amb l'objectiu d'indicar les cases i les oficines on treballaven persones famoses. Ha estat administrat, successivament, per la Society of Arts (1866–1901), el London County Council (1901–1965), la Greater London Council (1965–1986) i l'English Heritage (1986 fins a l'actualitat). Segueix centrant-se en Londres (ara definit com el Gran Londres), tot i que entre 1998 i 2005, en el marc d'un programa que ja no es segueix, es van erigir 34 plaques en altres indrets d'Anglaterra. Va ser el primer programa d'aquestes característiques del món, i des d'aleshores ha servit per, directament o indirectament, inspirar la majoria dels que existeixen actualment.